# Fruntimmersällskapet för fångars förbättring
Fruntimmersällskapet för fångars förbättring var ett sällskap för kvinnliga fångars religiösa uppbyggelse, grundat i Stockholm 1854 av Mathilda Foy, Fredrika Bremer, Maria Cederschiöld, Betty Ehrenborg och Emilia Elmblad.
Sällskapet bildades 1854. Syftet var att besöka kvinnor i fängelse för att genom moralisk-religiös undervisning och själavård bidra till deras rehabilitering från kriminalitet. Sällskapet var en del av den samtida pietistiska väckelse som uppmuntrade kvinnor till socialt arbete utifrån religiösa motiv, som också gav upphov till diakonisserörelsen i Sverige. Samtliga fem grundande medlemmar var även engagerade i Ersta diakoni.
Trots en hel del motstånd från såväl prästerskapet som fängelsedirektionen fick kvinnorna tillstånd år 1854 att besöka kvinnliga fångar "för att med bön, bibelläsning och uppbyggligt tal söka bringa tröst till de under rannsakning stående kvinnorna och om möjligt inverka på dem till det bättre" i en söndagsskola för undervisning och uppbyggnad. I en artikel skriven på engelska och utgiven på svenska först 1930, berättar Mathilda Foy om villkoren för fängelseverksamheten, hur de fick stötta och uppmuntra varandra för att övervinna alla motgånger och den egna rädslan. Av tre grupper kvinnliga fångar, tog först Betty Ehrenborg sig an lösdriverskorna, Maria Cederschiöld tjuvarna och Mathilda Foy barnamörderskorna ("Jag var glad att ha blivit av med herrar åhörare [pastorn och fängelsedirektörn], men kände det kusligt att befinna mig ensam bland 120 barnamörderskor"). Fredrika Bremer verkade där hon behövdes, och när den gifta Betty Ehrenborg var borta tog hon lösdriverskorna, hos vilka hon stortrivdes och till och med identifierade sig med:
| ” | hade det inte varit för min uppfostran och samhällsställning, hade jag kanske hört till deras anhang. Jag tror inte att jag skulle ha mördat mina barn eller någon annan människa, ej heller skulle jag stulit, det synes mig så lumpet. Men springa omkring på gatorna och skråla och gräla, dricka mig full, nyttja fula ord och okväda polisen; se det hade varit något i min väg. Det hade jag tyckt vara roligt! | „ |

Foy skriver att Maria Cederschiöld kom med nyheterna att "Tillståndet gäller speciellt mamsell Bremer, fröken Ehrenborg, dig och mig". Den femte, Emilia Elmblad, nämns inte alls i artikeln, men Foy nämner att Bremer, med sin egen stil, lade till ett par andra damers namnteckningar, "som troligen aldrig hört talas om saken", på den kopia av böneskriften som förelades statsråden:"Fredrika Bremers person var alltför aktad, hennes naivitet i praktiska ting för väl känd för att hon skulle bli skylld för namnförfalskning."